# Droga wojewódzka 389
Die Droga wojewódzka 389 (DW 389) ist eine Straße im Powiat Kłodzki in der Woiwodschaft Niederschlesien in Polen. Sie ist 42 Kilometer lang und verbindet auf direktem Weg den Westen des Glatzer Landes mit dessen südlichem Gebiet. Sie wird auch als Sudetenstraße bzw. polnisch scherzhaft als Autostrada Sudecka bezeichnet. Sie gehört zu den am höchsten gelegenen Asphaltstraßen Polens.

## Geschichte

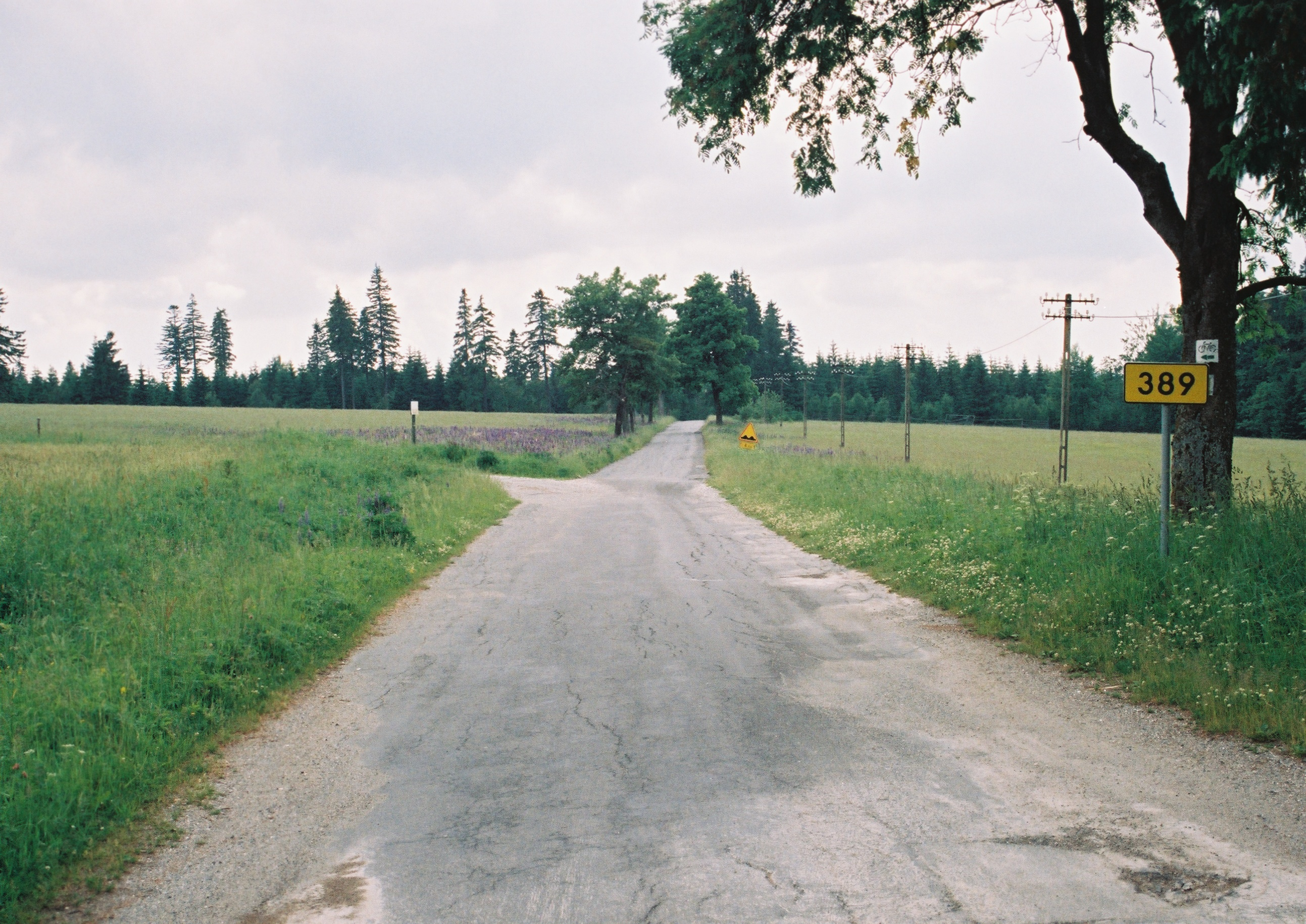
DW 389 beim Brandpass (Spalona)

Mit dem Bau der Sudetenstraße sollten die anliegenden Dorfschaften wirtschaftlich gefördert und diese landschaftlich reizvolle Region des Adler- und Habelschwerdter Gebirges touristisch erschlossen werden. Ein Teil des Straßenverlaufs wurde bereits 1864 an der von Habelschwerdt kommenden Straße von Brand nach Langenbrück im Erlitztal eröffnet. Diese Strecke war in damaliger Zeit die höchstgelegene Straße der Sudeten. Der Bau des Abschnitts von Brand Richtung Mittelwalde über Lichtenwalde und Seitendorf wurde Mitte der 1930er Jahre in Angriff genommen und 1938 für den Verkehr freigegeben. Vermutlich zu militärischen Zwecken erfolgte im Zweiten Weltkrieg ein weiterer Ausbau. Nach 1945 verlor die Straße ihre touristische Bedeutung und diente nur der Versorgung der anliegenden zum großen Teil unbewohnten Ortschaften. Mit dem Übergang an Polen nach dem Zweiten Weltkrieg erklärten die polnischen Behörden wegen der Grenznähe zur damaligen Tschechoslowakei weite Teile des Straßenverlaufs zur Sperrzone. Mit der Zunahme des Wintersports nach der politischen Wende von 1989 erlangte der Teilabschnitt vom Straßenbeginn bis Zieleniec an Bedeutung. Mit Unterstützung der Europäischen Union soll die Sudetenstraße auf ihrer gesamten Länge instand gesetzt bzw. erneuert werden.

## Straßenverlauf
Die Straße zweigt unterhalb des 660 m hohen Hummelpasses (polnisch: Przełęcz Polskie Wrota; tschechisch: Náchodský průsmyk), der zwischen Duszniki-Zdrój und Lewin Kłodzki liegt, von der Europastraße 67 ab, die von Prag kommt und nach Breslau führt. In Zieleniec erreicht sie mit 925 Metern ihren höchsten Punkt und führt von da zwischen dem Adler- und Habelschwerdter Gebirge durch das obere Erlitztal. Bei Lasówka zweigt eine Nebenstraße ab, die zunächst durch das Kressenbachtal hochführt und kurz vor Polanica-Zdrój die Landstraße Nr. 388 quert. Eine weitere Abzweigung führt das Kressenbachtal abwärts und erreicht über Młoty und Wójtowice vom Westen her die Stadt Bystrzyca Kłodzka.

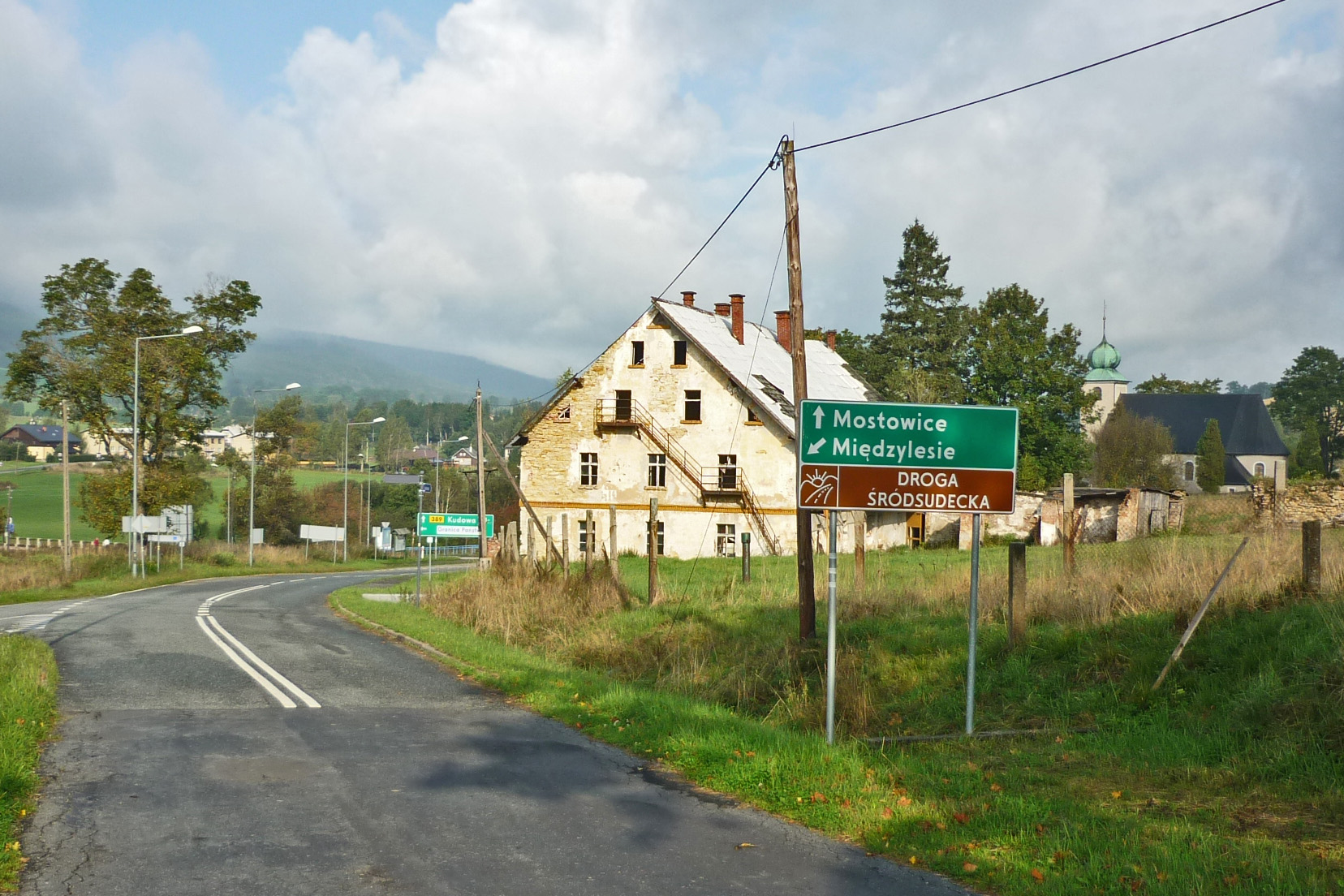
DW 389 in Mostowice

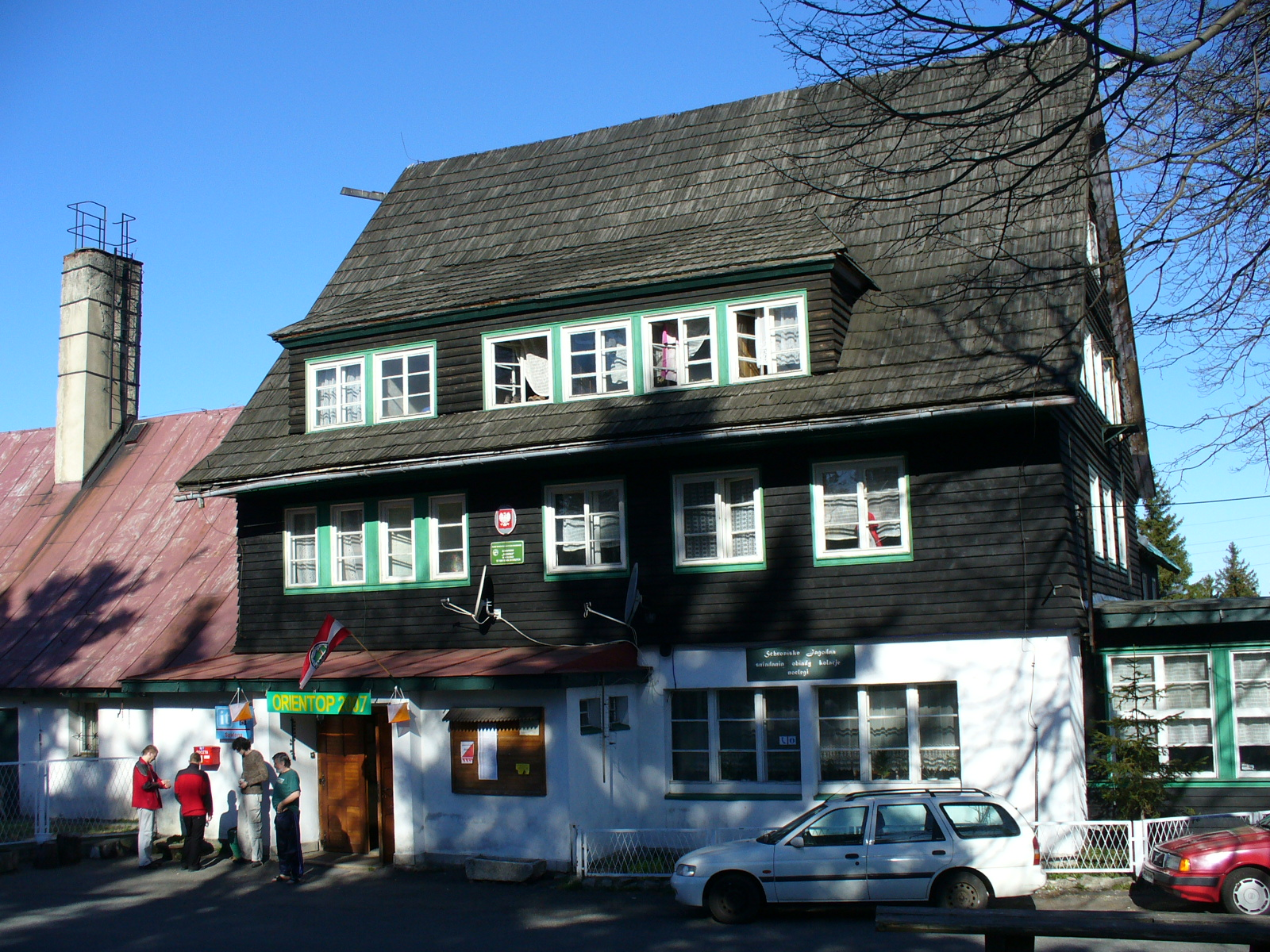
Schronisko Jagodna am Brandpass

Bei Mostowice verlässt die Sudetenstraße das Erlitztal Richtung Osten und überwindet nach etwa drei Kilometern den 811 m hohen Brandpass (Przełęcz Spalona) und damit den Gebirgskamm. Kurz nach dem Pass zweigt links eine Nebenstraße ab, die bereits 1864 eröffnet wurde und über Nowa Bystrzyca und Stara Bystrzyca ebenfalls nach Bystrzyca Kłodzka führt.
Nach dem Brandpass verläuft die Sudetenstraße Richtung Ost und später Süd unterhalb der Kammlage des Habelschwerdter Gebirges. Bei Poniatów quert sie eine Nebenstraße, die über Rudawa und Poręba nach Długopole-Zdrój führt. Bei Gniewoszów wendet sie sich in Richtung Südost zum Tal der Glatzer Neiße und erreicht über Różanka den Nordwesten der Stadt Międzylesie, wo sie endet.

## Anliegende Ortschaften
Die Sudetenstraße führt durch folgende Ortschaften:
- Kozia Hala (Ziegenhäuser)
- Zieleniec (Grunwald)
- Lasówka (Kaiserswalde)
- Mostowice (Langenbrück)
- Spalona (Brand)
- Gniewoszów (Seitendorf)
- Różanka (Rosenthal) und endet in
- Międzylesie (Mittelwalde)